# Saint Guénolé (sloop)
Pour les articles homonymes, voir Saint Guénolé.
Le Saint Guénolé est l'un des derniers sloops coquilliers à voile construit pour le dragage de la coquille Saint-Jacques en rade de Brest. Il appartient désormais au Centre nautique d'Armorique (C.N.A.) de Plougastel-Daoulas. Son immatriculation est : BR 6773 (Brest).
Le Saint Guénolé fait l’objet d’un classement au titre objet des monuments historiques depuis le 16 septembre 1993.

## Historique
Il a été construit en 1948 au chantier naval de Victor Belbeoc'h sur la grève du Fret à Crozon pour les frères Laurent de Keramenez, marins-pêcheurs à Plougastel.

Il est motorisé, comme beaucoup d'autres, en 1954 et continue ses activités diversifiées de pêche (pétoncle, maërl, goémon) jusqu'en 1962, année de son désarmement.
Échoué durant 3 ans, il est acheté par Paul Cornillet, marin-pêcheur qui cherche un ancien bateau de travail pour faire de la plaisance entre les côtes bretonnes et la Cornouailles. Il est transformé pour cela sur le chantier Stipon du Fret. Le bateau est basé sur le Trieux, au mouillage des Perdrix, en aval du port de Lézardrieux, le propriétaire résidant à bord.
À partir de 1979 et pendant 10 ans, le Saint Guénolé navigue pour l'École de mer du Trégor. Il fait connaître la navigation traditionnelle aux enfants des classes du Patrimoine, participe aux différentes fêtes et animations et va former les premiers moniteurs de voile traditionnelle.
Au décès de Paul Cornillet en 1988, le voilier est acheté par l'École de mer du Trégor et bénéficie d'une restauration au chantier naval Yvon Clochet de Tréguier pour retrouver ses formes d’origine. Il obtient en 1993, à la suite de ces travaux, son classement aux monuments historiques. Mais l'association est contrainte de s'en séparer dès 1994. Il est racheté par la ville de Morangis, puis par celle de Lézardrieux, avec laquelle elle est jumelée. 
En 2003, c'est la ville de Plougastel-Daoulas qui rachète le Saint Guénolé et en confie la gestion au Centre nautique Armorique. L'ancien coquillier est utilisé par l’école de voile pour l’initiation à la voile traditionnelle et pour la découverte du patrimoine maritime de la rade de Brest.